# Ngựa đảo Corse
Ngựa đảo Corse (tiếng Corse: U Cavallu Corsu hoặc u paganacciu, tiếng Pháp: Cheval corse) là một giống ngựa nhà bản địa cỡ nhỏ có nguồn gốc từ đảo Corse ở Địa Trung Hải, ngoài khơi bờ biển phía đông nam nước Pháp. Giống ngựa này đã được chính thức công nhận vào tháng 2 năm 2012, hơn 30 năm sau khi quá trình này bắt đầu. Cuốn sổ phả hệ giống được lưu giữ bởi hiệp hội các nhà lai tạo, Hiệp hội Nationale de Race U Cavallu Corsu. Tổng dân số trên đảo ước tính khoảng 1000. Kể từ khi sổ cái được lập vào năm 2012, khoảng 100 cá thể ngựa thuộc giống này đã được đăng ký. Không có các loài ngựa nguyên thủy (equines) trong hồ sơ hóa thạch của Corsica, và vì lý do đó người ta tin rằng con người mang những con ngựa đầu tiên đến đảo, cùng với một số động vật khác. Haras Nationaux thiết lập một kho lưu trữ trên đảo vào năm 1861 với mục đích sản xuất ngựa kỵ binh nhẹ (khinh kỵ mã) và những con la. Khi quân đội ngừng lai tạo ngựa ở đó, những con vật còn lại được nuôi bởi người dân địa phương và quay trở lại một kiểu hình đồng nhất do những gì cơ bản đã trở thành sự chọn lọc tự nhiên.